# Руське Село (Вілейський район)
Руське Село (біл. вёска Рускае Сяло) — село в складі Вілейського району Мінської області, Білорусь. Село підпорядковане Нарочанській сільській раді, розташоване в північній частині області.